# Stadtbus Dornbirn

Logo Stadtbus Dornbirn

Der Stadtbus Dornbirn und der Landbus Unterland sind das Herzstück des öffentlichen Personennahverkehrs in Dornbirn. Als Besteller tritt die Stadt Dornbirn unter Koordination des Verkehrsverbundes Vorarlberg auf. Die Busse und Linien werden von Postbus und Rheintalbus befahren. Derzeit sind 22 Stadtbusse täglich in Dornbirn unterwegs. Das Streckennetz umfasst eine Länge von 60,2 km und 191 Haltestellen (bei mehrfacher Zählung der von mehreren Linien angefahrenen Haltestellen). Die Busse befördern im Jahr über 4,7 Millionen Fahrgäste und legen pro Jahr mehr als eine Million Kilometer zurück.

## Linien

### Linienführung
| Linie (ab Dez. 2022) | Linie (bis Nov. 2022) | von              | über                                                                                | nach                      | Länge [km]  | Stationen | Fahrzeit [min] | kürzester Takt [min] | Busart            |
| -------------------- | --------------------- | ---------------- | ----------------------------------------------------------------------------------- | ------------------------- | ----------- | --------- | -------------- | -------------------- | ----------------- |
| 201                  | 1                     | Bahnhof Dornbirn | Bahnhof Schoren                                                                     | Messequartier             | 4,1         | 13        | 15             | 15                   | Gelenkbus         |
| 202                  | 2                     | Bahnhof Dornbirn | Mühlebach                                                                           | Pfarrheim Wallenmahd      | 4,4         | 14        | 17             | 30                   | Solobus / Midibus |
| 203                  | 3                     | Bahnhof Dornbirn | Hatlerdorf Bahnhof                                                                  | Pfarrheim Wallenmahd      | 4,6         | 15        | 19             | 30                   | Solobus / Midibus |
| 204                  | 4                     | Bahnhof Dornbirn | Forach – Wieden                                                                     | Am Stiglbach              | 4,8         | 15        | 13             | 15                   | Solobus / Midibus |
| 205                  | 5                     | Bahnhof Dornbirn | Kirche Rohrbach                                                                     | Messequartier             | 5,4         | 15        | 13             | 30                   | Solobus / Midibus |
| 206                  | 6                     | Bahnhof Dornbirn | Im Porst                                                                            | Am Eisweiher              | 2,8         | 11        | 9              | 30                   | Solobus           |
| 207                  | 7                     | Bahnhof Dornbirn | Inatura                                                                             | Sägerbrücke / Waldbad Enz | 1,9 (3,9)   | 8 (12)    | 6 (10)         | 30                   | Midibus           |
| 208                  | 8                     | Bahnhof Dornbirn | Kehlerpark                                                                          | Am Stiglbach              | 3,2         | 12        | 11             | 15                   | Solobus           |
| 209                  | 9                     | Bahnhof Dornbirn | Steinebach                                                                          | Kehlegg                   | 5,1         | 17        | 17             | 30                   | Midibus           |
| 210                  | 10                    | Bahnhof Dornbirn | Oberdorf – Hatlerdorf                                                               | Messequartier             | 8,0         | 27        | 28             | 30                   | Solobus           |
| 211                  |                       | Bahnhof Dornbirn | Moosmahdstraße – Fallengraben – Hermann Gmeiner Park –Unter der Bahn – Lange Mähder | Messequartier             | 4,3/5,1     | 11        | 13             | 15                   |                   |
| 212                  | 12                    | Bahnhof Dornbirn | Kehlermähder                                                                        | Kastenlangen              | 2,9         | 9         | 6              | 15                   | Solobus / Midibus |
|                      |                       | Summe            |                                                                                     |                           | 62,5 (64,5) | 192 (202) |                |                      |                   |

(Stand: 16. November 2023)
1. ↑  Als Midibus werden u. a. die sich seit 2020 in Dornbirn im Einsatz befindlichen Mercedes-Benz C2K bezeichnet.
2. ↑  Zwischen 1. Mai und 31. Oktober ist die Linie bis Waldbad Enz verlängert.
3. ↑  Haltestellen an denen mehrere Linien halten wurden mehrfach gezählt.

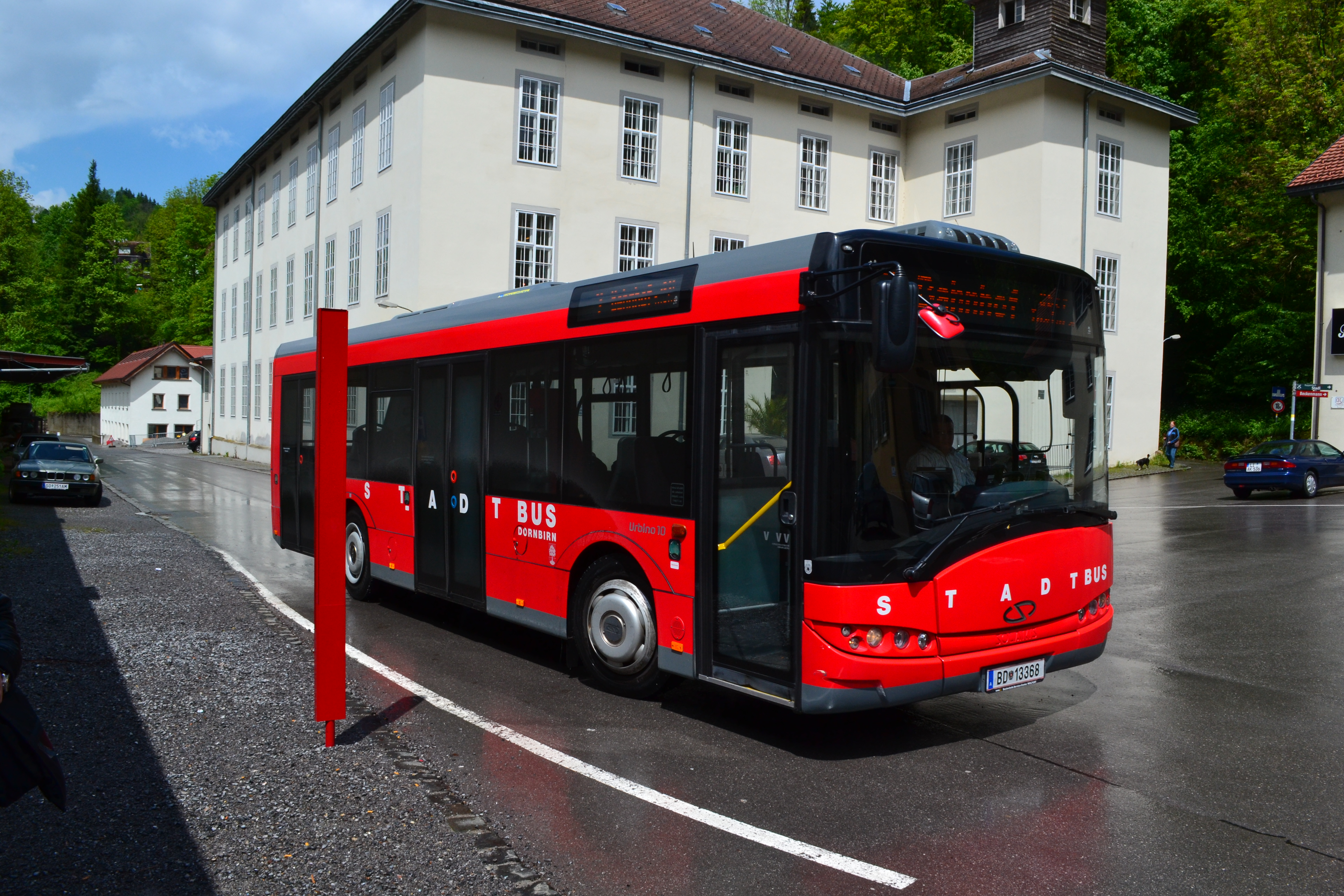
Solaris Urbino 10 im Gütle

Die Linien sind teilweise miteinander verknüpft. Das heißt, dass ein Bus einer Linie bei seiner Endhaltestelle auf einer anderen Linie weiterfährt.
Die Linien sind folgendermaßen miteinander verknüpft:
| Linie | Verknüpfungspunkt    | weiter als |
| ----- | -------------------- | ---------- |
| 202   | Pfarrheim Wallenmahd | 203        |
| 202   | Bahnhof              | 204        |
| 203   | Pfarrheim Wallenmahd | 202        |
| 203   | Bahnhof              | 204        |
| 204   | Am Stiglbach         | 208        |
| 204   | Bahnhof              | 202, 203 * |
| 206   | Bahnhof              | 210        |
| 207   | Bahnhof              | 209        |
| 208   | Am Stiglbach         | 204        |
| 209   | Bahnhof              | 207        |
| 205   | Bahnhof              | 211        |
| 210   | Bahnhof              | 206        |

* Am Bahnhof wird jeder zweiter Bus als Linie 202 und Linie 203 weitergeführt. Die Linie 204 fährt im 15-Minuten-Takt, die Linien 202 und 203 im 30-Minuten-Takt.

## Geschichte

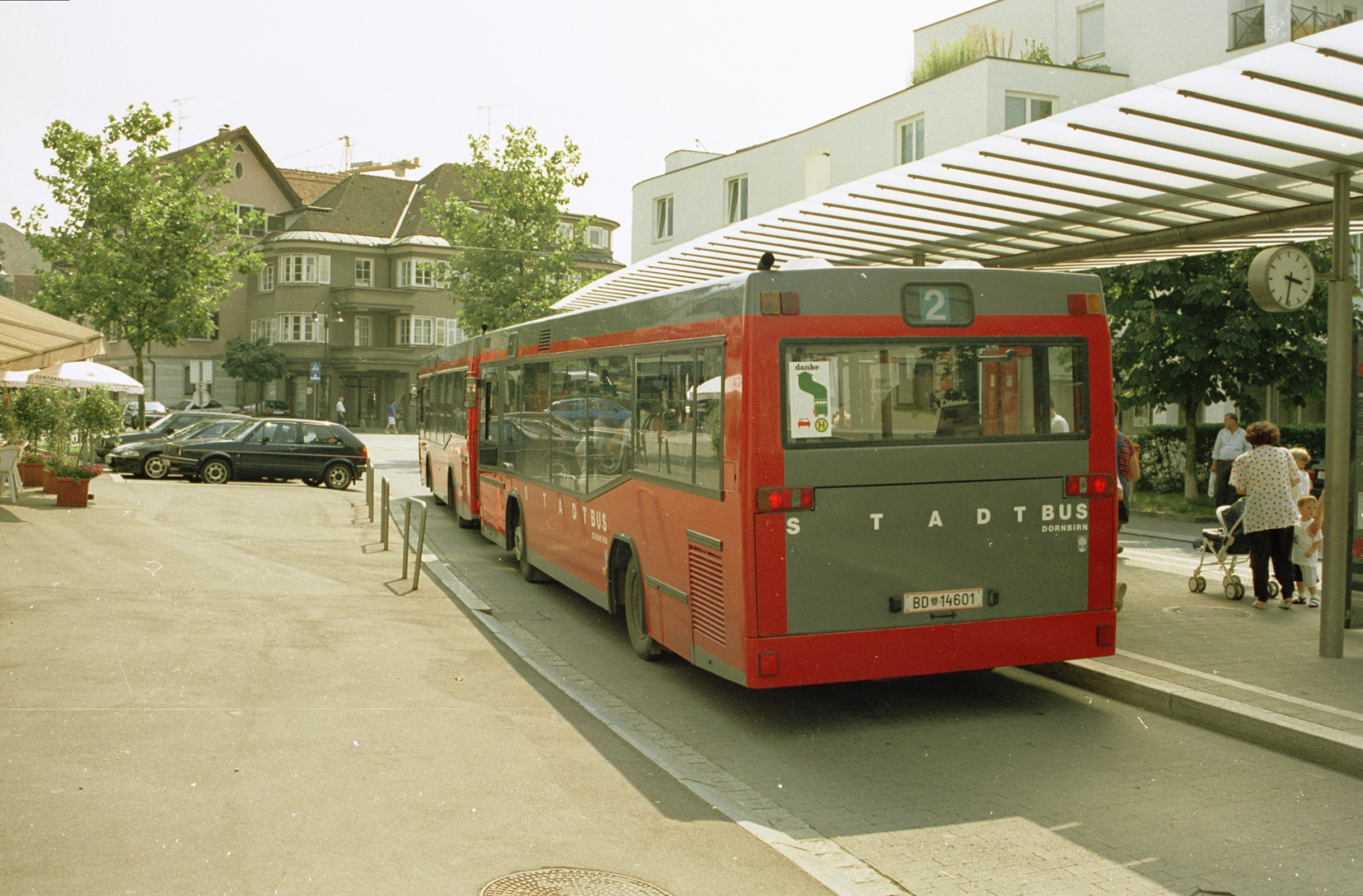
Die ehemalige Zentralen Stadtbushaltestelle in der Riedgasse (1994)

Im Oktober 1991 wurde der Stadtbus Dornbirn als erstes Stadtbussystem Vorarlbergs eingeführt. Das Liniennetz bestand aus 3 Linien und 58 Stationen.
Ende 1992 wurde eine zusätzliche Linie vom Zentrum zur Karrenseilbahn eingeführt.
1993 wurden die ersten 15-Minuten-Takte eingeführt und zusätzliche Busse angeschafft.
1995 wurden die Betriebszeiten in den Abend verlängert.
1996 wurde die Linie 9 nach Kehlegg eingeführt.
Im Jahr 2002 wurde die gesamte Flotte ausgetauscht und zentrale Umsteigepunkt von der Riedgasse zum Bahnhof verlegt.
Als innovativ und wegweisend bewies sich das Design der Busse, Haltestellen und des Logos. Erst diente das Stadtbussystem den später eingeführten Stadtbussen in Lemgo und Lindau als Vorbild. In Folge wurde der gesamte öffentliche Personennahverkehr in Vorarlberg nach dem Design des Stadtbus Dornbirn ausgerichtet. Das System in Lemgo schließlich hatte für viele deutsche Städte Vorbildwirkung, u. a. nahezu zeitgleich dem Stadtbus Bad Salzuflen.
Im Jahr 2004 kam es zu einer gravierenden Änderung in der Linienführung durch die Eröffnung des neuen Busterminals am Bahnhof. Seither wird der Bahnhof von sämtlichen Stadtbuslinien angefahren mit Ausnahme der Linie 8. Dadurch ergeben sich verbesserte Umsteigemöglichkeiten zu den Zügen der ÖBB und den Linien des Landbus Unterland.
Ursprünglich war keiner der Busse mit einem elektronischen Fahrgastinformationssystem ausgestattet. Seit Frühjahr 2007 wurden diese aber in den meisten Bussen nachgerüstet.
2009 wurde abermals die Flotte auf moderne Busse umgestellt.
Auch im Jahr 2010 wurde zeitgleich mit der Fahrplanänderung der ÖBB die Linienführung des Dornbirner Stadtbusses geändert.

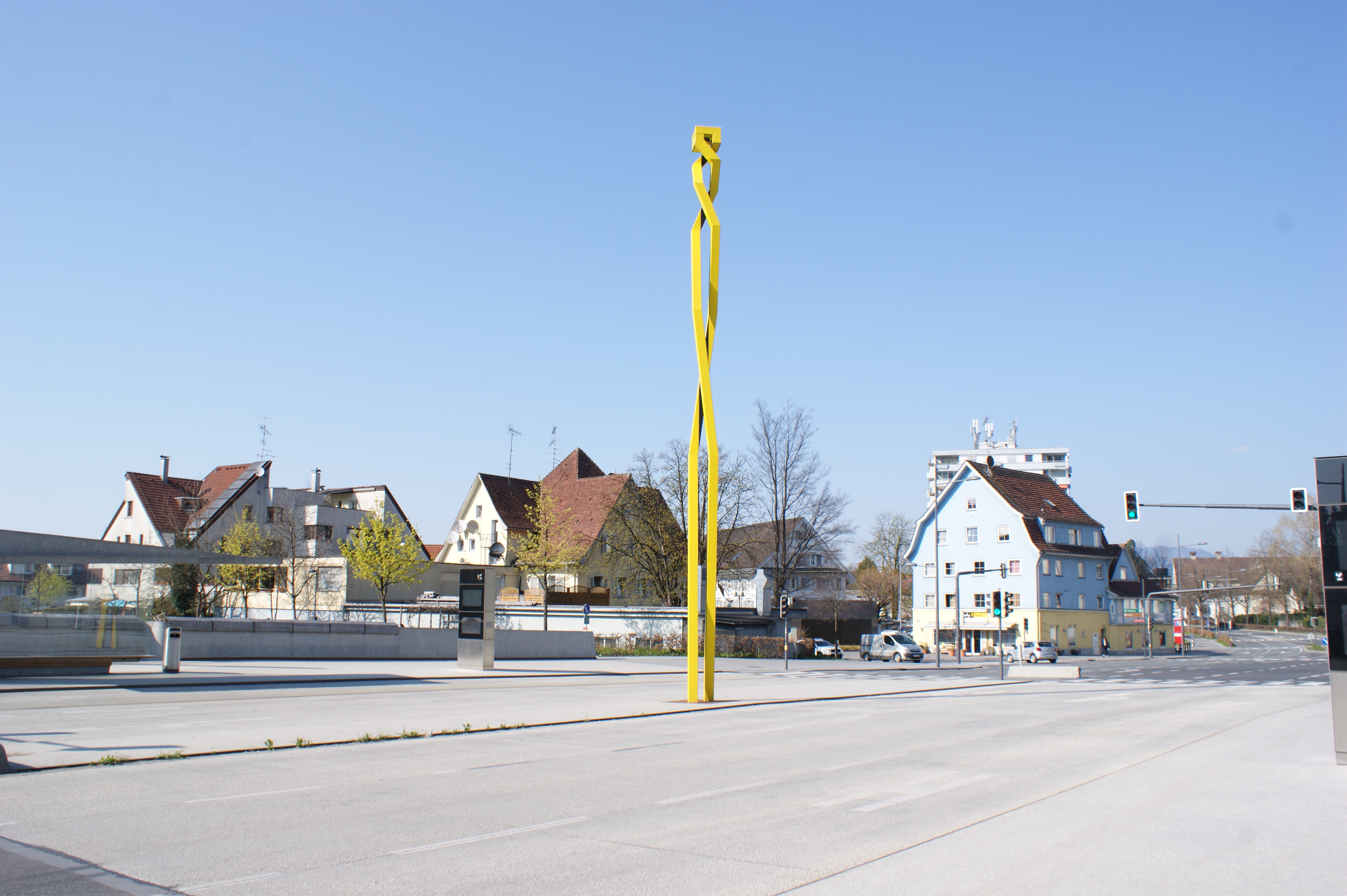
Knotenpunkt auf der Sägerbrücke

Zum 25-jährigen Jubiläum 2016, wurde mit Fahrplanwechsel im Dezember, die Linie 10 eingeführt und die Betriebszeiten auf den Linien 2 3 und 6 an Sonn- und Feiertagen erweitert. Des Weiteren entstand auf der Sägerbrücke neben dem Bahnhof ein zweiter großer Knotenpunkt. Hierfür wurde eine Bushaltestelle direkt auf der Sägerbrücke errichtet und die vorher in unmittelbarer Umgebung zur Sägerbrücke befindlichen Haltestellen (Sägerbrücke und Fachhochschule) zur Haltestelle „Sägerbrücke/Campus V“ zusammengefasst.
Im Jahr 2020 wurden sämtliche Busse des Typs Solaris durch neue MAN Lion’s City und neue Mercedes-Benz Citaro ersetzt.
Auch im Jahr 2021 gab es wieder Änderungen beim Stadtbus. Zum Fahrplanwechsel im Dezember wurde die Linie 8 eingestellt und auf dem Streckenabschnitt Messepark – Hatlerstraße durch die Landbus-Linie 14 (heute 135) ersetzt. Die neue Linie verkehrt unter der Woche zwischen dem Bahnhof Bregenz und Dornbirn-Wallenmahd. An Samstagen entfällt der Abschnitt zwischen Bregenz und dem Messepark und die Linie wird durch Busse des Stadtbus Dornbirn betrieben. Die bisherige Stadtbuslinie 14 wurde zur neuen Linie 8.
Mit dem Fahrplanwechsel 2022 wurden die einstelligen und zweistelligen Liniennummern durch dreistellige ersetzt.
Am 11. November 2022 wurde bekannt, dass mit dem Fahrplanwechsel 2023/24 eine neue Linie 211 eingeführt werden soll. Diese soll vor allem das südwestliche Hatlerdorf und den Süden des Schoren erschließen. Die Route soll vom Dornbirner Bahnhof über die Raiffeisenstraße und den Jodok-Stülz-Weg bis zum Messequartier führen. Dafür werden jedoch umfangreiche Baumaßnahmen an den betroffenen Straßen notwendig. Hierbei werden 4 komplett neue Haltestellen entstehen, diese werden sich an den folgenden Straßenkreuzungen befinden: Haferweg/Erlgrund, Jodok-Stülz-Weg/Lange Mähder und Lange Mähder/Untere Lange Mähder sowie am Hermann-Gmeiner-Park.
Mit Fahrplanwechsel am 15. Dezember 2024 wurde der Fahrplan der Linie 201 analog zu den Intervalländerungen des Landbus Unterland umgestellt. Die Busse verkehren (mit einem am Samstag um 45 Minuten nach hinten versetzen Betriebsbeginn im Vergleich zum Wochentagsfahrplan) nun von Montag bis Samstag bis ca. 19:00 Uhr im 15-Minuten-Intervall, danach bis Betriebsschluss im 30-Minuten-Intervall. Eine Intervallkürzung fand bei den anderen Linien nicht statt.

### Umstrukturierung am Bahnhof

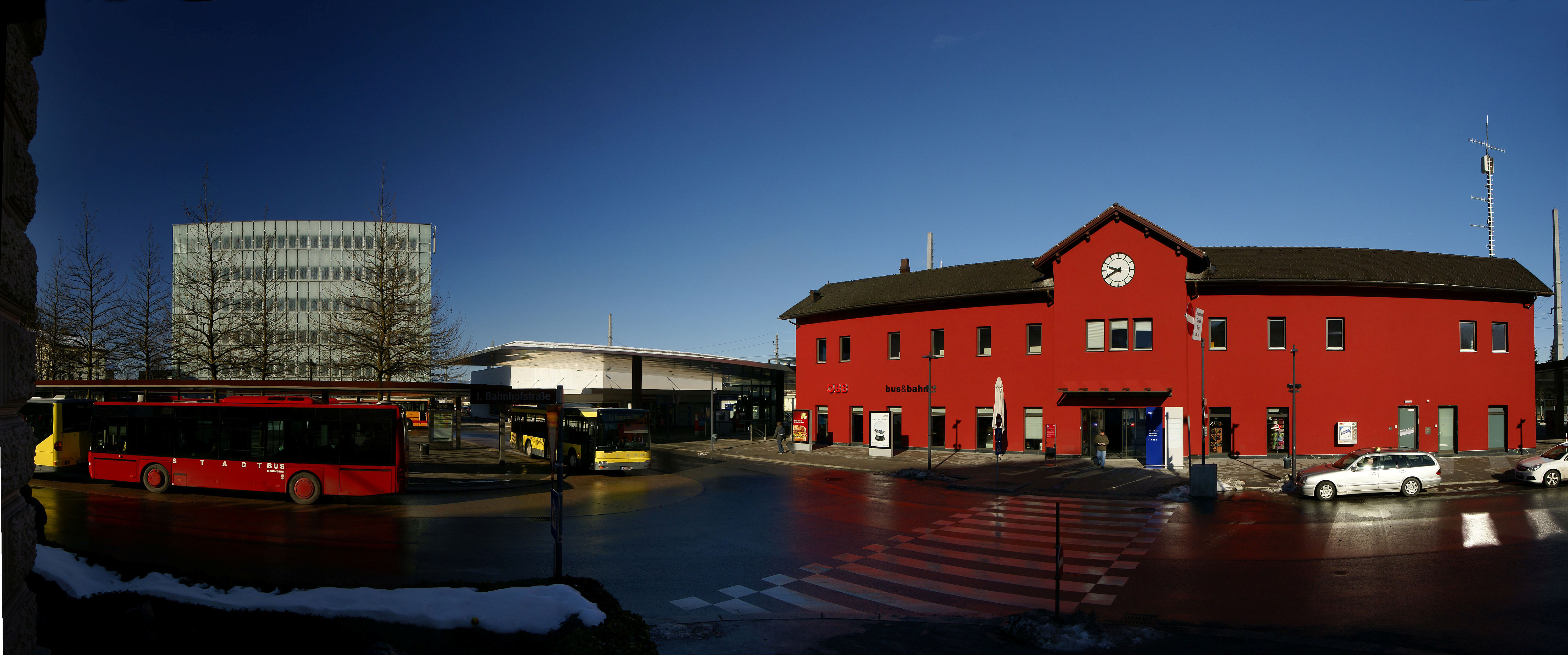
Bahnhof Dornbirn

Mit 1. Juli 2019 wurden die Abfahrtskanten am Bahnhof neu zugeteilt. Dies wurde aufgrund der immer dichteren Intervalle und der immer länger werdenden Busse notwendig. Dabei wurde der Busbahnhof durch 5 neue Kanten erweitert. Die Kanten A, B und C ermöglichen einen direkten Umstieg von Bus auf Bahn und befinden sich direkt, vor dem Sutterlüty bzw. dem Bahnhofsgebäude. Zusätzlich entstand direkt vor dem Postgebäude eine neue Kante. Vor der Arbeiterkammer befindet sich ebenfalls eine neue Kante.
Bei der Fahrradabstellanlage wurde die Kante D eingerichtet. Hier halten die Reise- und Fernbusse.
| Kante          | Linien                  |
| -------------- | ----------------------- |
| Ost            | 201 202 203 205         |
| Süd            | 206 207 208             |
| West           | 163 177 204 850 860     |
| A              | 130 131 150 151 160 161 |
| B              | 180 181 870             |
| C              | 211                     |
| D              | Fern-&Reisebusse        |
| Post           | 176 212 351             |
| Arbeiterkammer | 209 210                 |

## Fuhrpark
Die einheitliche, rot lackierte Busflotte bestand ursprünglich aus Neoplan 4010 NF und zwei 4009 NF, die ab 2002 durch Neoplan Centroliner 4411 NF ersetzt wurden.
2009 wurden die Busse gegen Solaris Urbino 10 ausgetauscht.
2014 kamen zwei Mercedes Citaro 2 und 2018 ein weiterer Bus desselben Typs zunächst auf den stark frequentierten Linien 201 205 und weiteren zum Einsatz. Seit Juli 2019 wird die Linie 201 von Gelenkbussen betrieben, weshalb die drei Mercedes-Benz C2 nun auf den Linien 202 203 204 208 212 Richtung Wallenmahd, Am Stiglbach und Kastenlangen unterwegs sind.
Mit Juli 2019 startete, wie schon erwähnt, der Gelenkbusbetrieb auf der Linie 201. Hierbei wurden zwei Mercedes-Benz C2 G vom Landbus Unterland, mit Logo und Farbgebung des Stadtbus Dornbirn versehen, eingesetzt. Zusätzlich kam noch ein MAN Lion’s City A21 zum Fuhrpark hinzu.
Seit dem 10. August 2020 ist die vierte Generation der Stadtbusflotte in Betrieb. Dies wurde notwendig, da nach 10 Jahren, die Solaris Urbino 10 Busse kapazitäts- und komfortmäßig an ihre Grenze gekommen sind. Daher wurden 19 neue Busse (die MAN-Busse sind mit Hybridtechnologie ausgestattet) angeschafft. Drei dieser Busse sind mit einem Abbiegeassistenten ausgestattet. Die Fahrgastkapazität konnte um 50 % von 1.358 Plätze auf 2.018 Plätze gesteigert werden. Speziell für die Bergstraßen (Linie 209 und Abendkurse der Linie 870 bis Ammenegg) wurden Mercedes-Benz Citaro 2 K angeschafft.
Der MAN Lion’s City A21 wurde durch die Auslieferung der neuen Busse abgestellt. Ein Mercedes-Gelenkbus kam im August 2020 wieder zurück zum Landbus Unterland, der andere folgte im Zuge des Fahrplanwechsels im Dezember 2020.
Außerdem steht seit dem Fahrplanwechsel im Dezember 2020 ein Mercedes-Benz Citaro (O530 Facelift), welcher vormals beim Stadtbus Bregenz zum Einsatz gekommen war, als Reservebus zur Verfügung. Dieser verkehrt hauptsächlich vormittags auf den Kurzläufern der Linie 870 bis Ammenegg.
Am 23. Mai 2024 wurde bekanntgegeben, dass der Stadtbus Dornbirn bis zum nächsten Fahrplanwechsel auf 19 neue E-Busse umstellt. Die Anschaffung der neuen Busse wird vom Bund über eine Investitionsförderung in der Höhe von rund 4,5 Millionen Euro unterstützt. Dies soll jährlich rund 941 Tonnen CO2 einsparen.
| Anzahl | Typ                                  | Kapazität*     | Einsatzgebiet (Linie)                                                         | Länge  |
| ------ | ------------------------------------ | -------------- | ----------------------------------------------------------------------------- | ------ |
| 13     | MAN Lion’s City 12C                  | 30 / 62 (92)   | 201, 202, 203, 204, 205, 206, 208, 210, 212, 135 (samstags), 870 (vormittags) | 12 m   |
| 2      | MAN Lion’s City 18C                  | 45 / 122 (167) | 201                                                                           | 18 m   |
| 1      | Mercedes-Benz Citaro (O530 Facelift) | 28 / 74 (102)  | 201, 202, 203, 204, 205, 206, 208, 210, 212, 870 (vormittags)                 | 12 m   |
| 3      | Mercedes-Benz Citaro C2 K            | 27 / 59 (86)   | 202, 203, 204, 205, 207, 209, 212, 870 (Abendkurse)                           | 10,6 m |
| 3      | Mercedes-Benz Citaro C2              | 28 / 66 (94)   | 202, 203, 204, 212                                                            | 12 m   |

| Anzahl | Typ                 | Kapazität*   | Ehemaliges Einsatzgebiet (Linie)**    | Länge  | Ausmusterung (bis) |
| ------ | ------------------- | ------------ | ------------------------------------- | ------ | ------------------ |
| 19     | Solaris Urbino 10   | 20 / 45 (65) | 1, 2, 3, 4, 5, 6, 7, 8, 9, 10, 12, 14 | 9,94 m | Dezember 2020      |
| 1      | MAN Lion’s City A21 | 31 / 65 (96) | 1, 2, 3, 4, 12, 14                    | 12 m   | August 2020        |

*Sitz-/Stehplätze (Gesamt)
**Die Linienbezeichnung entspricht dem Fahrplan von 2020.

## Sonstiges

### Messe Dornbirn
Bei großen Messen werden die Haltestellen Messekreuzung und Messepark aufgelöst. Die Busse des Landbus Unterland und des Stadtbus Dornbirn werden dann von der Lustenauer Straße zum Haupteingang der Messe (Haltestelle „Messeplatz“) umgeleitet. Die Linie 201 wird auf einen 5-Minuten-Takt verdichtet und mit Großraumgelenkbussen „Mercedes-Benz Capacity“ des Landbus Unterland betrieben. Des Weiteren verkehren am Sonntag alle Stadtbuslinien planmäßig nach dem Samstagsfahrplan.

### Gymnaestrada 2019
Das Messegelände war der Hauptveranstaltungsort der Weltgymnaestra. Hier fanden Gruppenvorführungen in 8 Hallen statt. Zusätzlich wurden die Teilnehmer hier verpflegt und die FIG-Gala und die nationalen Abenden fanden hier statt. Insgesamt nahmen an der Gymnaestrada 18.000 Teilnehmer teil. Dies bedeutete eine enorme Zusatzbelastung für das Öffentliche Verkehrssystem in Dornbirn und Vorarlberg. Um dies zu bewältigen, wurde das Angebot enorm erweitert. Zum Einsatz kamen Expressbusse, die das Messegelände mit wenig Zwischenstationen direkt mit den Nationendörfern der Weltgymnaestrada verbunden haben. Des Weiteren wurden mehr Gelenkbusse verwendet. Der Bahnhof Schoren diente als Hauptumsteigepunkt zwischen der S-Bahn und den Bus. Hierfür wurde die Linie 1E eingeführt, die als Verstärkungslinie für die Linie 1 dienen sollte. Die Linie 1E verkehrte im 5-Minuten-Takt zwischen dem Bahnhof Schoren und dem Messegelände. Um die Innenstadt mit dem Messegelände noch besser zu verbinden, wurde die Linie 10E eingeführt.
Der Haupteingang des Messegeländes, auf der Seite des Messeparks, wurde zum Haltepunkt, sämtlicher Buslinien. Auch die Linien 50 52 des Landbus Unterland wurden von der Messekreuzung zum Messegelände umgeleitet.

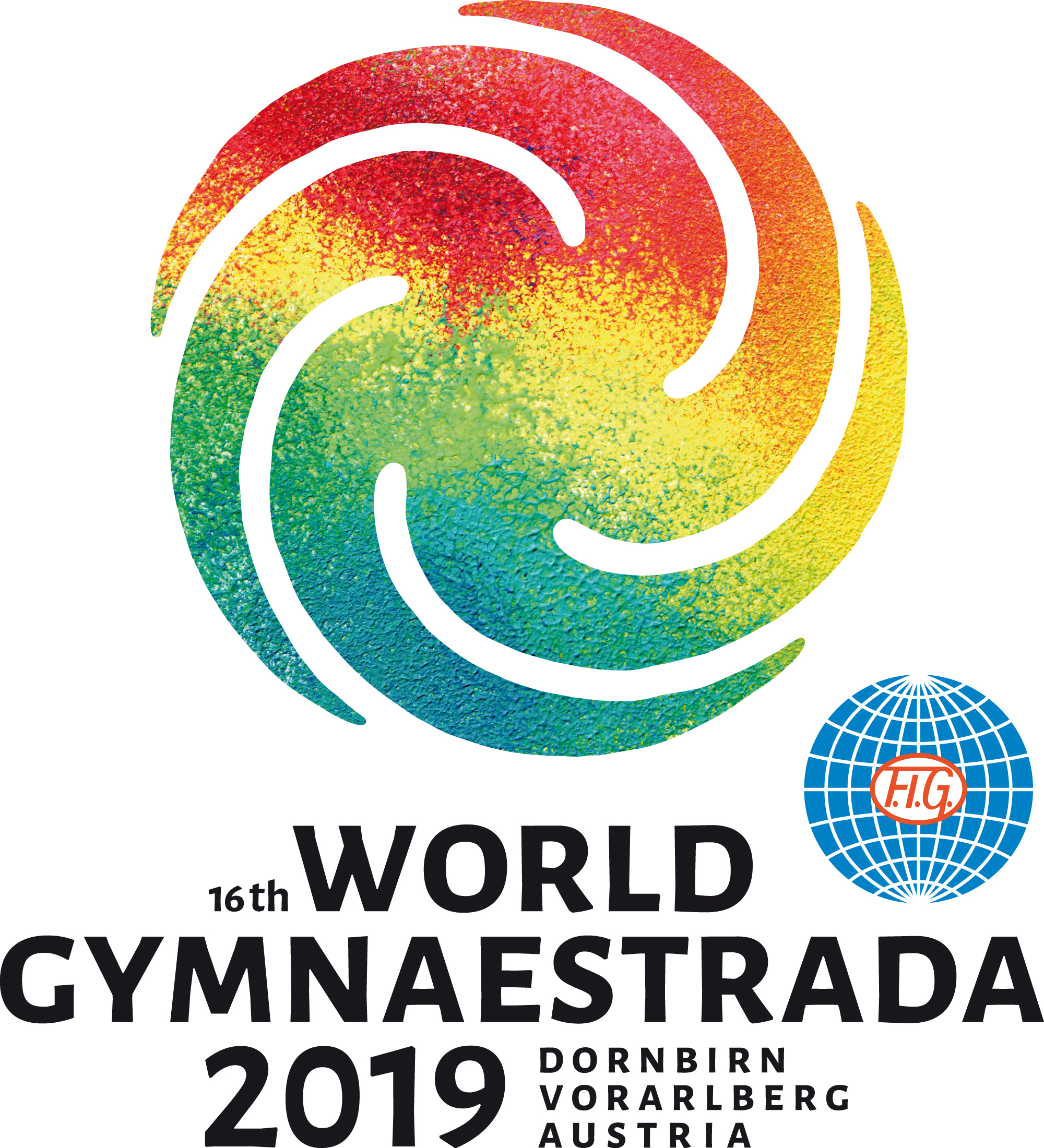
Logo der Weltgymnaestrada

Die folgenden Expressbusse wurden eingeführt:
| Linie | von          | nach                         | Takt   |
| ----- | ------------ | ---------------------------- | ------ |
| 1E    | Messegelände | Bahnhof Schoren              | 5 min  |
| 10E   | Messegelände | Dornbirn Rathaus             | 10 min |
| 11E   | Messegelände | Lauterach                    | 20 min |
| 16E   | Messegelände | Hard                         | 30 min |
| 20E   | Messegelände | Wolfurt Rathaus              | 20 min |
| 22E   | Messegelände | Mäder Schule / Altach Kirche | 20 min |
| 50E   | Messegelände | Höchst Schwanen              | 20 min |
| 52E   | Messegelände | Lustenau Loretokapelle       | 20 min |